# Corlia Kruger
Corlia Kruger (14 settembre 1992) è un'ex multiplista namibiana.

## Palmarès
| Anno | Manifestazione      | Sede        | Evento    | Risultato | Prestazione | Note |
| ---- | ------------------- | ----------- | --------- | --------- | ----------- | ---- |
| 2010 | Campionati africani | Nairobi     | Eptathlon | 6ª        | 4377 p.     |      |
| 2013 | Universiadi         | Kazan'      | Eptathlon | 15ª       | 4246 p.     |      |
| 2014 | Campionati africani | Marrakech   | Eptathlon | 5ª        | 4625 p.     |      |
| 2015 | Giochi panafricani  | Brazzaville | Eptathlon | 9ª        | 4462 p.     |      |